# NGC 1138
NGC 1138 (другие обозначения — UGC 2408, MCG 7-7-12, ZWG 540.15, PGC 11118) — линзообразная галактика (SB0) в созвездии Персей. Открыта Уильямом Гершелем в 1786 году. Описание Дрейера: «очень тусклый, очень маленький объект круглой формы, более яркий в середине, образует треугольник с двумя тусклыми звёздами».
Галактика имеет перемычку. Поверхностная яркость её диска довольно низка, на расстоянии 3,2 кпк от центра она составляет 23,0—23,5m на квадратный градус.
Этот объект входит в число перечисленных в оригинальной редакции «Нового общего каталога».